# Neuropeptidni S receptor
Neuropeptidni S receptor (NPSR) je član familije G-protein spregnutih receptora, integralnih membranskih proteina koji vezuju neuropeptid S (NPS). On je bio orfan receptor, GPR154, pre nego što je utvrđeno da je neuropeptid S njegov endogeni ligand.
U CNS-u, aktivacija ovog receptora neuropeptidom S promoviše uzbuđenje i anksiolitičke efekte.
NPSR mututacije su bile vezana za podložnost astmi. Iz tog razloga se NPSR ponekad naziva GPRA (G protein-spregnuti receptor za podložnost astmi). NPSR aktivacija u epitelu vazdušnih puteva ima brojne efekte kao što su povećano izražavanje matričnih metaloproteinaza koje učestvuju u patogenezi astme.

## Literatura
1. ↑  Vassilatis DK, Hohmann JG, Zeng H, Li F, Ranchalis JE, Mortrud MT, Brown A, Rodriguez SS, Weller JR, Wright AC, Bergmann JE, Gaitanaris GA (2003). „The G protein-coupled receptor repertoires of human and mouse”. Proc. Natl. Acad. Sci. U.S.A. 100 (8): 4903—8. PMC 153653 . PMID 12679517. doi:10.1073/pnas.0230374100.
2. ↑  Vendelin J, Pulkkinen V, Rehn M, Pirskanen A, Räisänen-Sokolowski A, Laitinen A, Laitinen LA, Kere J, Laitinen T (2005). „Characterization of GPRA, a novel G protein-coupled receptor related to asthma”. Am. J. Respir. Cell Mol. Biol. 33 (3): 262—70. PMID 15947423. doi:10.1165/rcmb.2004-0405OC.
3. ↑  Xu YL, Reinscheid RK, Huitron-Resendiz S, Clark SD, Wang Z, Lin SH, Brucher FA, Zeng J, Ly NK, Henriksen SJ, de Lecea L, Civelli O (2004). „Neuropeptide S: a neuropeptide promoting arousal and anxiolytic-like effects”. Neuron. 43 (4): 487—97. PMID 15312648. doi:10.1016/j.neuron.2004.08.005.
4. ↑  Okamura N, Reinscheid RK (2007). „Neuropeptide S: a novel modulator of stress and arousal”. Stress (Amsterdam, Netherlands). 10 (3): 221—6. PMID 17613937. doi:10.1080/10253890701248673.
5. ↑  Laitinen T, Polvi A, Rydman P, Vendelin J, Pulkkinen V, Salmikangas P, Mäkelä S, Rehn M, Pirskanen A, Rautanen A, Zucchelli M, Gullstén H, Leino M, Alenius H, Petäys T, Haahtela T, Laitinen A, Laprise C, Hudson TJ, Laitinen LA, Kere J (2004). „Characterization of a common susceptibility locus for asthma-related traits”. Science. 304 (5668): 300—4. PMID 15073379. doi:10.1126/science.1090010.
6. ↑  Vendelin J, Bruce S, Holopainen P, Pulkkinen V, Rytilä P, Pirskanen A, Rehn M, Laitinen T, Laitinen LA, Haahtela T, Saarialho-Kere U, Laitinen A, Kere J (2006). „Downstream target genes of the neuropeptide S-NPSR1 pathway”. Hum. Mol. Genet. 15 (19): 2923—35. PMID 16926187. doi:10.1093/hmg/ddl234.

## Dodatna literatura
- Malerba G, Pignatti PF (2005). „A review of asthma genetics: gene expression studies and recent candidates.”. J. Appl. Genet. 46 (1): 93—104. PMID 15741670.
- Vassilatis DK; Hohmann JG; Zeng H;  . (2003). „The G protein-coupled receptor repertoires of human and mouse.”. Proc. Natl. Acad. Sci. U.S.A. 100 (8): 4903—8. PMC 153653 . PMID 12679517. doi:10.1073/pnas.0230374100.
- Scherer SW; Cheung J; MacDonald JR;  . (2003). „Human chromosome 7: DNA sequence and biology.”. Science. 300 (5620): 767—72. PMC 2882961 . PMID 12690205. doi:10.1126/science.1083423.
- Ota T; Suzuki Y; Nishikawa T;  . (2004). „Complete sequencing and characterization of 21,243 full-length human cDNAs.”. Nat. Genet. 36 (1): 40—5. PMID 14702039. doi:10.1038/ng1285.
- Gupte J, Cutler G, Chen JL, Tian H (2004). „Elucidation of signaling properties of vasopressin receptor-related receptor 1 by using the chimeric receptor approach.”. Proc. Natl. Acad. Sci. U.S.A. 101 (6): 1508—13. PMC 341764 . PMID 14757815. doi:10.1073/pnas.0308250100.
- Laitinen T; Polvi A; Rydman P;  . (2004). „Characterization of a common susceptibility locus for asthma-related traits.”. Science. 304 (5668): 300—4. PMID 15073379. doi:10.1126/science.1090010.
- Xu YL; Reinscheid RK; Huitron-Resendiz S;  . (2004). „Neuropeptide S: a neuropeptide promoting arousal and anxiolytic-like effects.”. Neuron. 43 (4): 487—97. PMID 15312648. doi:10.1016/j.neuron.2004.08.005.
- Melén E; Bruce S; Doekes G;  . (2005). „Haplotypes of G protein-coupled receptor 154 are associated with childhood allergy and asthma.”. Am. J. Respir. Crit. Care Med. 171 (10): 1089—95. PMID 15710598. doi:10.1164/rccm.200410-1317OC.
- Kormann MS; Carr D; Klopp N;  . (2005). „G-Protein-coupled receptor polymorphisms are associated with asthma in a large German population.”. Am. J. Respir. Crit. Care Med. 171 (12): 1358—62. PMID 15764725. doi:10.1164/rccm.200410-1312OC.
- Gloriam DE, Schiöth HB, Fredriksson R (2005). „Nine new human Rhodopsin family G-protein coupled receptors: identification, sequence characterisation and evolutionary relationship.”. Biochim. Biophys. Acta. 1722 (3): 235—46. PMID 15777626. doi:10.1016/j.bbagen.2004.12.001.
- Postma DS, Koppelman GH (2005). „Confirmation of GPRA: a putative drug target for asthma.”. Am. J. Respir. Crit. Care Med. 171 (12): 1323—4. PMID 15941840. doi:10.1164/rccm.2503006.
- Vendelin J; Pulkkinen V; Rehn M;  . (2005). „Characterization of GPRA, a novel G protein-coupled receptor related to asthma.”. Am. J. Respir. Cell Mol. Biol. 33 (3): 262—70. PMID 15947423. doi:10.1165/rcmb.2004-0405OC.
- Söderhäll C; Marenholz I; Nickel R;  . (2005). „Lack of association of the G protein-coupled receptor for asthma susceptibility gene with atopic dermatitis.”. J. Allergy Clin. Immunol. 116 (1): 220—1. PMID 15990798. doi:10.1016/j.jaci.2005.03.002.
- Veal CD; Reynolds NJ; Meggitt SJ;  . (2005). „Absence of association between asthma and high serum immunoglobulin E associated GPRA haplotypes and adult atopic dermatitis.”. J. Invest. Dermatol. 125 (2): 399—401. PMID 16098057. doi:10.1111/j.0022-202X.2005.23828.x.
- Feng Y; Hong X; Wang L;  . (2006). „G protein-coupled receptor 154 gene polymorphism is associated with airway hyperresponsiveness to methacholine in a Chinese population.”. J. Allergy Clin. Immunol. 117 (3): 612—7. PMID 16522461. doi:10.1016/j.jaci.2005.11.045.
- Bernier V; Stocco R; Bogusky MJ;  . (2006). „Structure-function relationships in the neuropeptide S receptor: molecular consequences of the asthma-associated mutation N107I.”. J. Biol. Chem. 281 (34): 24704—12. PMID 16790440. doi:10.1074/jbc.M603691200.
- Allen IC; Pace AJ; Jania LA;  . (2006). „Expression and function of NPSR1/GPRA in the lung before and after induction of asthma-like disease.”. Am. J. Physiol. Lung Cell Mol. Physiol. 291 (5): L1005—17. PMID 16829631. doi:10.1152/ajplung.00174.2006.
- Vendelin J; Bruce S; Holopainen P;  . (2006). „Downstream target genes of the neuropeptide S-NPSR1 pathway.”. Hum. Mol. Genet. 15 (19): 2923—35. PMID 16926187. doi:10.1093/hmg/ddl234.
- Pulkkinen V; Haataja R; Hannelius U;  . (2007). „G protein-coupled receptor for asthma susceptibility associates with respiratory distress syndrome.”. Ann. Med. 38 (5): 357—66. PMID 16938805. doi:10.1080/07853890600756453.

## Spoljašnje veze
- „Neuropeptide S Receptor”. IUPHAR Database of Receptors and Ion Channels. International Union of Basic and Clinical Pharmacology. Архивирано из оригинала 06. 02. 2016. г.
- NPSR1+protein,+human на 